# 最终幻想系列的音乐
最终幻想（Final Fantasy）是由坂口博信（Hironobu Sakaguchi）创立，史克威尔艾尼克斯（Square Enix）持有的跨媒体系列，产品包括电子游戏、电影等。自系列同名首作在1987年由史克威尔（Square）开发发行以来，现在已经发展为以电子游戏为中心的多媒体系列。最终幻想系列的音乐包括系列的游戏原声带，以及原声的混成、编曲和合集。系列音乐从轻快的氛围音乐到强烈情感交织的角色主题曲与情景主导动机。
系列包括编号的本传游戏和一些外传系列，如水晶编年史（Crystal Chronicles）和最终幻想战略版（Final Fantasy Tactics）系列。本传首席作曲家为植松伸夫（Nobuo Uematsu），他独自为前9部游戏谱曲并制作了许多专辑。外传的和从《最终幻想X》开始的本传游戏由滨涡正志（Masashi Hamauzu）、水田直志（Naoshi Mizuta）、崎元仁（Hitoshi Sakimoto）、谷冈久美（ Kumi Tanioka）和下村阳子（Yoko Shimomura）等作曲家创作。
含全部本传在内的主要最终幻想游戏都有原声带专辑发行。许多包括管弦乐、人声或钢琴编曲专辑。除了常规专辑外，史克威尔艾尼克斯及其他团体还发行了一系列合辑。原声带的音乐改编为钢琴乐谱由DOREMI Music发行，而钢琴专辑的乐谱则由Yamaha Music Media发行。系列的音乐还在多场音乐会巡演以及其他的现场上演出，例如Orchestral Game Music Concerts，Symphonic Game Music Concerts，Play! A Video Game Symphony以及电玩交响音乐会（Video Games Live）巡演，另外还有专门的最终幻想的音乐会，如Dear Friends和Distant Worlds音乐会巡演。

## 主题
虽然每部最终幻想的游戏音乐不同，但会有一些主题曲频繁出现。大多数游戏以“水晶序曲”开场，在《最终幻想》首作出现。该曲改编自一小段巴赫（Bach），它从早期简单的双声部琶音主题进化到近期作品复杂的旋律编曲。曲子被称为“在游戏圈中如超级马里奥兄弟主题曲或刺猬索尼克标题画面流行乐一样有标志性”。系列前10作战斗胜利都配有战斗号角；该主题曲已成为系列最具标志性的音乐之一。系列两个吉祥物陆行鸟（Chocobo）和莫古利（Moogle）也有自己的主题曲。各作品都以不同乐风改编了陆行鸟基本主题曲，并通常以“de Chocobo”做标题结尾，莫古利主题曲题为“Moogle's Theme”，最早于《最终幻想V》出现。陆行鸟催生了外传陆行鸟系列，其中许多曲目改编自主陆行鸟主题曲。自《最终幻想》首作出现的被称为“最終幻想主题曲（Final Fantasy Main Theme）”一曲在除《II》、《X》和《XIII》外的所有本传中出现。歌曲有时完全编曲并作为终曲播放，比如作为《最终幻想XV》的终曲。虽然主导动机通常用于角色驱动的作品，但主题曲通常保留给主角或常驻主题元素。

## 历史
| 1987 | 最终幻想     |
| 1988 | 最终幻想II   |
| 1989 |              |
| 1990 | 最终幻想III  |
| 1991 | 最终幻想IV   |
| 1992 | 最终幻想V    |
| 1993 |              |
| 1994 | 最终幻想VI   |
| 1995 |              |
| 1996 |              |
| 1997 | 最终幻想VII  |
| 1998 |              |
| 1999 | 最终幻想VIII |
| 2000 | 最终幻想IX   |
| 2001 | 最终幻想X    |
| 2002 | 最终幻想XI   |
| 2003 |              |
| 2004 |              |
| 2005 |              |
| 2006 | 最终幻想XII  |
| 2007 |              |
| 2008 |              |
| 2009 | 最终幻想XIII |
| 2010 | 最终幻想XIV  |
| 2011 |              |
| 2012 |              |
| 2013 |              |
| 2014 |              |
| 2015 |              |
| 2016 | 最终幻想XV   |

### 正传

#### 1987－2000年：植松时期
在植松伸夫于东京（Tokyo）一家音乐零售店就职时，史克威尔（后来变为史克威尔艾尼克斯）艺术部的一名女职员找他商量为公司几款开发中的作品创作音乐，植松应允了。植松当时将其视为副业，不相信这将会成为他任何形式的全职。他称这是另外赚些钱的手段，同时继续他在音乐零售店的兼职工作。在加入史克威尔前他有为电视广告谱曲的经历。他为史克威尔创作的首个配乐是角色扮演游戏《Cruise Chaser Blassty》的原声。在史克威尔工作期间他认识了最终幻想生父坂口博信（Hironobu Sakaguchi），坂口邀请询问他是否有意向为自己的一些游戏配乐，植松同意了。坂口给植松的第16个配乐的游戏《最终幻想》一些要求，比如需要战斗和城镇音乐，再除了告知他红白机（Famicom）系统的特定技术限制外，其余配乐都由植松拿捏。游戏于1987年发行。

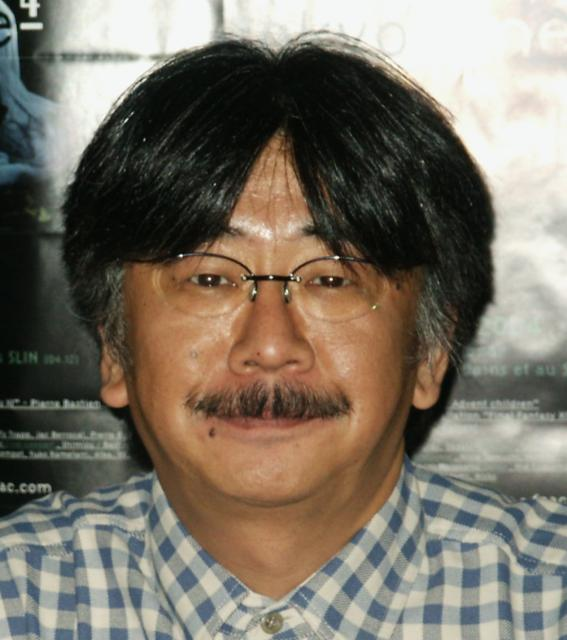
植松伸夫从1986年起作为系列长期作曲者直到2001年的最终幻想X加入另两位作曲者。

在初代《最终幻想》成功后，植松继续担任《最终幻想II》（1988年）的配乐。虽然《I》和《II》是独立配乐的，但两游戏的音乐专辑只以合辑形式发行。这些专辑包括一张原声专辑和两张编曲专辑。两年之后发行的《最终幻想III》（1990年）使用了更多的植松乐曲，媒体称赞这是红白机游戏史上最好的原声之一。这些曲目发行了两张原声专辑，以及一张人声和管弦乐编曲碟。
《最终幻想IV》（1991年）是系列中首个登陆超级任天堂（Super Famicom）的游戏，植松称音源技术的变化让创作过程变的“很折磨人”。植松称从本原声起，他开始摆脱原声只用管弦乐配乐的理念。《最终幻想IV》除原声专辑外，还有Máire Breatnach演奏的凯尔特音乐（Celtic Music）编曲。自本作起的本传游戏都有钢琴编曲专辑发行。
植松在获得超级任天堂音效芯片的经验后，接下来《最终幻想V》（1992年）的原声音效质量较《IV》大幅改善。他称这是系列首次尝试两CD时长原声带的主要原因。如同《IV》，本作的唱片除主原声带外，还有钢琴编曲专辑。
史克威尔在1994年发行了超级任天堂上的最后一作《最终幻想VI》，对应原声被视为史上最伟大的电子游戏原声之一。游戏唱片有管弦月和钢琴编曲CD，以及收录未发行曲目和角色主题曲的迷你专辑（EP）。原声带中的“Aria di Mezzo Carattere”是最终幻想系列首次人声曲目尝试，被称为“植松伸夫的一大成就”。因SPC700声音格式芯片的技术限制无法使用真的人声曲目，因此该曲使用了难理解的合成器“人声”旋律和声。真正的人声曲目出现于《最终幻想VII》。
从《最终幻想VII》（1997年）开始，系列登上PlayStation平台。虽然PlayStation的媒体功能支持CD质量的音乐，但植松选择使用序列（Sequence）格式。原声带使用四张碟片，植松称走进“PlayStation时期”后，电子游戏作曲家可以在工作室录音而无需合成器，这“无疑是”电子游戏音乐的“最大变化”。《VII》的“One-Winged Angel”是系列最早的使用数字化人声的曲目，被称为植松伸夫对系列音乐“最标志性的贡献”。该曲被称为“即将到来毁灭的号角”，没有“遵守任何常规流派规则”，“可能是系列乐史上最富革新精神的想法”。这首拉丁语合唱的曲目出现在游戏高潮，歌词改编自中世纪卡尔·奥尔夫（Carl Orff）的[[布兰诗歌 (奥尔夫)|]布兰诗歌]（Carmina Burana），特别是歌曲“Estuans Interius”、“哦，命运女神”（O Fortuna）、“Veni, Veni, Venias”和“Ave Formosissima”。原计划请“著名歌手”演唱作为片尾曲的游戏“主题曲”，但因为时间约束和主题顾虑而放弃。该这一想法在续作中实现。IGN在2006年将《VII》的音乐列为截至当时最佳的最终幻想原声，并称尤其是因为“抓人”的角色曲目和“One-Winged Angel”。游戏的专辑只有原声带、精选辑（Best of）、和钢琴专辑。然而史克威尔艾尼克斯从2005年起以“最终幻想VII补完计划”名义，围绕《最终幻想VII》游戏和世界观制作了一系列媒体。他们另有5张原声带，分别对应不同的游戏或动画。
《最终幻想VIII》（1999年）的原声和《VI》与《VII》不同，没有角色主题曲，植松认为创作这些并不实际。在IGN音乐的采访中，对于游戏音乐非常阴暗的问题，植松回应称这大概是受游戏情节影响——“音乐气氛的转变取决于情节，不过当然，我亦有将不同乐风融入一款游戏的想法”。虽然之前游戏没有使用过，但他倾向让民谣（Ballad）会和《最终幻想VII》的主题与角色，以及王菲演唱“Eyes on Me”的乐曲紧密相关。“Eyes on Me”作为单曲（Single）发行，史克威尔制作了游戏音乐的原声带、管弦乐和钢琴专辑。
《最终幻想IX》（2000年）的音乐围绕文艺复兴音乐（Renaissance Music）主题，并深受最终幻想前作影响，融入了之前原声的主题曲和旋律。植松认为之前的《VII》和《VIII》为现实主义基调，而《最终幻想IX》更为奇幻，故“严肃而带有滑稽有趣的曲目会合适”。植松数次表示《IX》的音乐是他最爱的作品，也是最值得骄傲的作品。如同《最终幻想VIII》，《最终幻想IX》也使用了人声主题曲——由白鸟英美子演唱的“Melodies of Life”。游戏的专辑除了原声带之外，还有精选辑、钢琴编曲辑、未使用曲目专辑，以及单曲辑“Melodies of Life”。

#### 2001年之后：其他作曲家

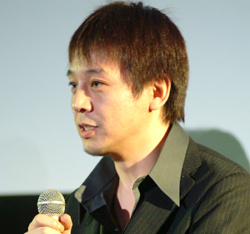
崎元仁，《最终幻想XII》和《最终幻想战略版》的主作曲

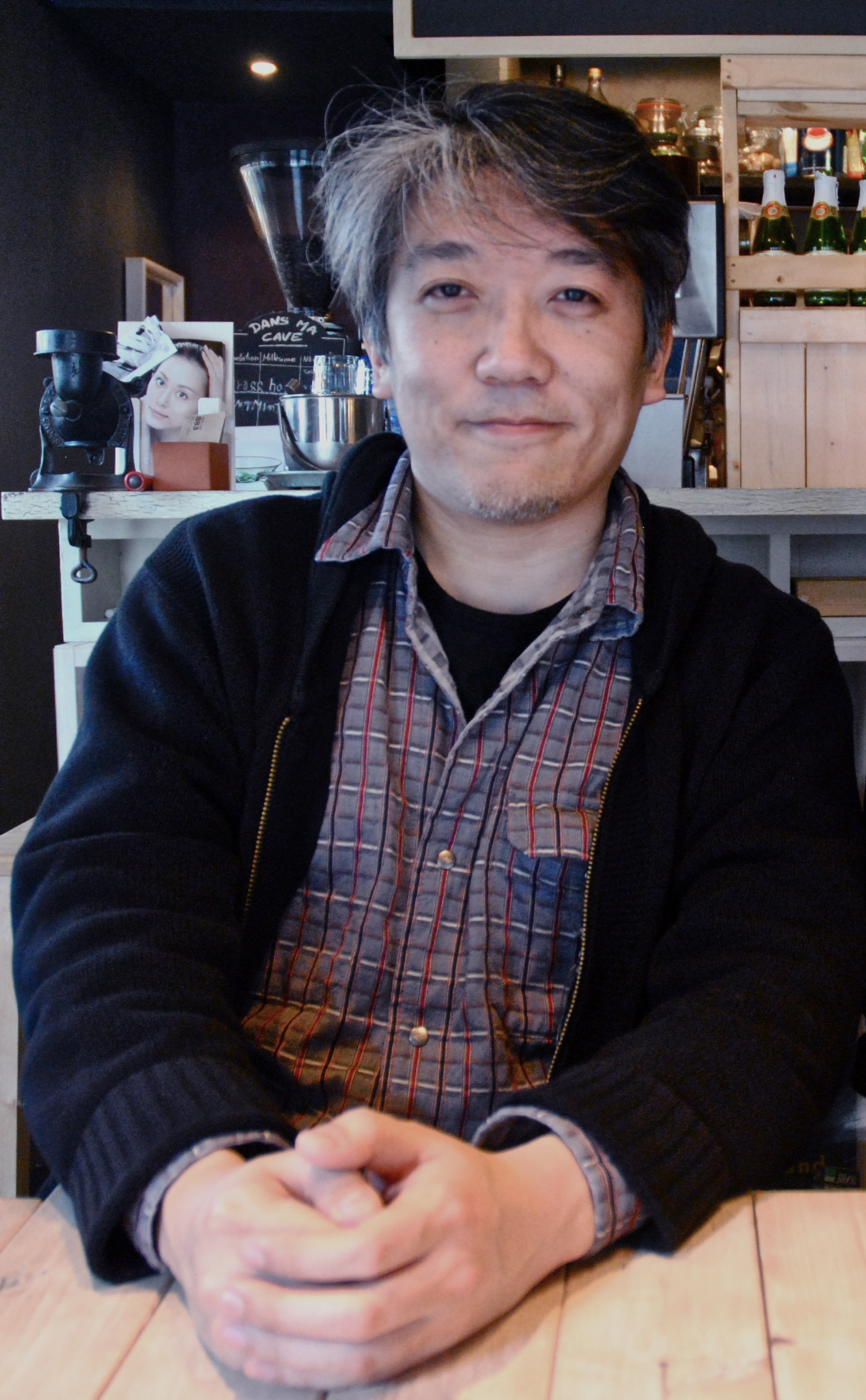
滨涡正志，《最终幻想XIII》的主作曲

PlayStation 2上的《最终幻想X》（2001年）是本传历史上首款非植松伸夫独立谱曲的游戏。游戏由植松伸夫、滨涡正志和仲野顺也共同谱曲。植松伸夫创作了51首曲目，滨涡正志创作了20首曲目，另外18首由仲野顺也创作。之所以选择这两名作曲家参与创作，是因为他们的音乐和植松伸夫的不同，同时还能共同合作。游戏唱片包括原声专辑，钢琴和声乐编曲专辑，以及植松以游戏为灵感创作曲目的EP专辑。游戏主题歌《完美》（素敵だね）由植松伸夫和野岛一成创作，日本民谣歌手Rikki演唱——音乐团队在寻找冲绳音乐氛围歌手时寻找到了她。《完美》在日文和英文版游戏中皆采用原日文版歌曲，并以单曲形式发行。
《最终幻想XI》（2002年）由植松、水田直志、谷冈久美谱曲。这是在《最终幻想XIV》前最后一部植松伸夫参与谱曲的本传游戏，而2004年11月他从史克威尔艾尼克斯辞职。扩展包主要由水田独自谱曲。游戏开场使用了世界语歌词合唱曲。据植松伸夫称，开发者选择世界语象征他们对游戏能促进跨文化交流与合作的希望。游戏四个扩展包都由原声专辑；游戏唱片还包括两张钢琴专辑、一张未使用专辑曲目、两张编曲专辑，以及一张声乐单曲《Distant World》。《Distant World》由植松伸夫作曲，日本歌剧歌手增田泉演唱。
《最终幻想XII》（2006年）大多由崎元仁创作，同事松尾早人和岩田匡治谱曲创作了6首曲目，植松仅创作安洁拉·亚纪演唱的主题曲《Kiss Me Good-Bye》。小提琴手叶加濑太郎演奏了游戏结尾职员字母背景乐《Symphonic Poem 'Hope'》。制作人松野泰己在游戏官方公布五个月之前请崎元谱写原声。崎元不愿追随植松的脚步，决定以自己的方式创作独特的配乐，但是他称植松对他的音乐影响最大。崎元不去和植松探讨原声的创作方向，而是力避重复之前最终幻想原声的植松风格。不过他试图确保风格和植松的《Kiss Me Good-Bye》和系列总体景象啮合。它的唱片仅有原声专辑及单曲《Kiss Me Good-Bye》和《Symphonic Poem》，以及2012年下半年发行的例行钢琴编曲专辑。
《最终幻想XIII》（2009年）由滨涡正志谱曲。虽然最初宣称主题曲由植松伸夫谱曲，但他因接手《最终幻想XIV》作曲，而将主题曲也交给滨涡，使之成为系列首部完全没有植松参与的本传。游戏有一张原声专辑、一张编曲专辑、两张原声唱片专辑、一张钢琴专辑，以及菅原纱由理演唱主题曲《因为有你》的单曲。国际版《XIII》主题曲采用英国歌手利昂娜·刘易斯第二张专辑《Echo》中的歌曲《My Hands》。
系列最近一部本传《最终幻想XIV》（2010年）由植松伸夫通过他的“Smile Please”工作室谱写，也是自《IX》以后首部由植松完全谱曲的本传。主题区《Answers》由苏珊·卡洛韦演唱。原版更新新增和重新运营的《重生之境》的音乐由水田直志、山崎良、关户刚和祖坚正庆谱写。《最终幻想XIV》原版的完全官方原声有104首曲目，通过蓝光光碟发行。《陨石之前 最终幻想XIV原声音乐》收录了原版和随后更新加入的音乐。

### 衍生作品

#### 最终幻想VII补完计划
“最终幻想VII补完计划”是史克威尔艾尼克斯以《最终幻想VII》的世界观和连续性，所创游戏与动画作品群的正式名称，由野村哲也和北濑佳范主导。虽然作品横跨多个平台，但都为《最终幻想VII》故事的扩展。最早宣布的作品是动画后传《最终幻想VII 降临之子》，不过首先发行的是石元丈晴谱写的手机游戏《危机之前 -最终幻想VII-》；《降临之子》则是植松伸夫、河盛庆次、福井健一郎和关户刚谱曲。《地狱犬的挽歌 -最终幻想VII-》由滨涡正志谱曲；《核心危机 -最终幻想VII-》主要由石元丈晴谱曲，几首曲目由井上和彦负责；《最终命令 最终幻想VII》同样由石元谱曲。
《降临之子》结尾字幕配乐由原日本摇滚乐团Boøwy歌手冰室京介演唱；《地狱犬的挽歌》的原声有两首Gackt演唱的歌曲，其中含主题歌《Redemption》；《核心危机》的主题曲《Why》由Ayaka演唱。系列各作除《危机之前》和《最终命令》合并到一张专辑外，其余的皆有自己的独立原声专辑。《地狱犬的挽歌》多人模式还有下载独占原声专辑，《Redemption》和《Why》都由各自歌手发行单曲。

#### 最终幻想X-2
《最终幻想X-2》（2003年）是首部最终幻想游戏直系续作。植松伸夫虽然为《最终幻想X》创作了大部分原声，但完全没有参与《X-2》。游戏没有使用《X》或系列其他游戏的音乐。为让本作游戏和系列前作曲风不同，史克威尔要求松枝贺子和江口贵敕为《X-2》配乐，开发者认为他们能“完美配合”将“流行”乐风融入音乐。游戏有两首声乐曲目：其一是日本流行乐《真实情感》，由Ken Kato作词，Kazuhiro Hara作曲；其二是日本流行乐民谣《千言万语》，由编剧野岛一成和渡邊大祐作词，松枝和江口作编曲。日版两首歌皆由幸田来未演唱，并收录于专辑《真实情感/千言万语》。幸田还在他的CD单曲《Come with Me》中收录了英文版歌曲。英文版游戏中的歌曲由Sweetbox的Jade Villalon演唱，并作为专辑《Adagio》日本版附加曲目收录。两个英文版的歌词略有不同。除了《Come with Me》外，《最终幻想X-2》的音乐合辑还包括一张两碟装原声专辑、一张钢琴专辑、一张《最终幻想X-2国际版+最终任务》原声专辑、歌曲《Eternity ~ Memory of Lightwaves》的单曲，以及一套收录三名游戏主角主题曲的合辑。

#### 戰略版與伊瓦莉斯聯盟
最终幻想战略版系列是最终幻想系列本传的衍生作品 ，主要和本传主题相似的战略角色扮演游戏。后来的《最终幻想XII》与《最终幻想战略版》（1997年）和《最终幻想战略版Advance》（2003年）设定于相同的世界伊瓦莉斯；之后史克威尔艾尼克斯宣布，将来设定于相同世界的游戏都属于“伊瓦莉斯联盟”子系列。这些作品迄今还包括《最终幻想XII 归来之翼》（2007年）、《最终幻想战略版A2 封穴的魔法书》（2007年），以及《最终幻想XII国际版 黄道十二宫职业系统》（2007年）。
含同属伊瓦莉斯设定的本传游戏《最终幻想XII》在内，這些遊戲的音樂主要由崎元仁譜寫。岩田匡治和他共同參與了《战略版》的谱曲——崎元仁谱写了47曲，岩田谱写了另外24曲。崎元谱写了大部分《战略版Advance》曲目，植松创作了主题曲，Kaori Ohkoshi和Ayako Saso谱写了战斗曲目。两部游戏都有原声专辑，《战略版Advance》还有一张编曲专辑。崎元再度为《战略版A2 封穴的魔法书》谱曲，不过这时他是由他工作室Basiscape的作曲家支持，该游戏同样有原声专辑。他还为《归来之翼》配乐，不过音乐主要是他之前作品的编曲，该游戏没有发行独立专辑；此外他在《战略版》的配乐还用于衍生系列《水晶卫士》。

#### 水晶编年史系列

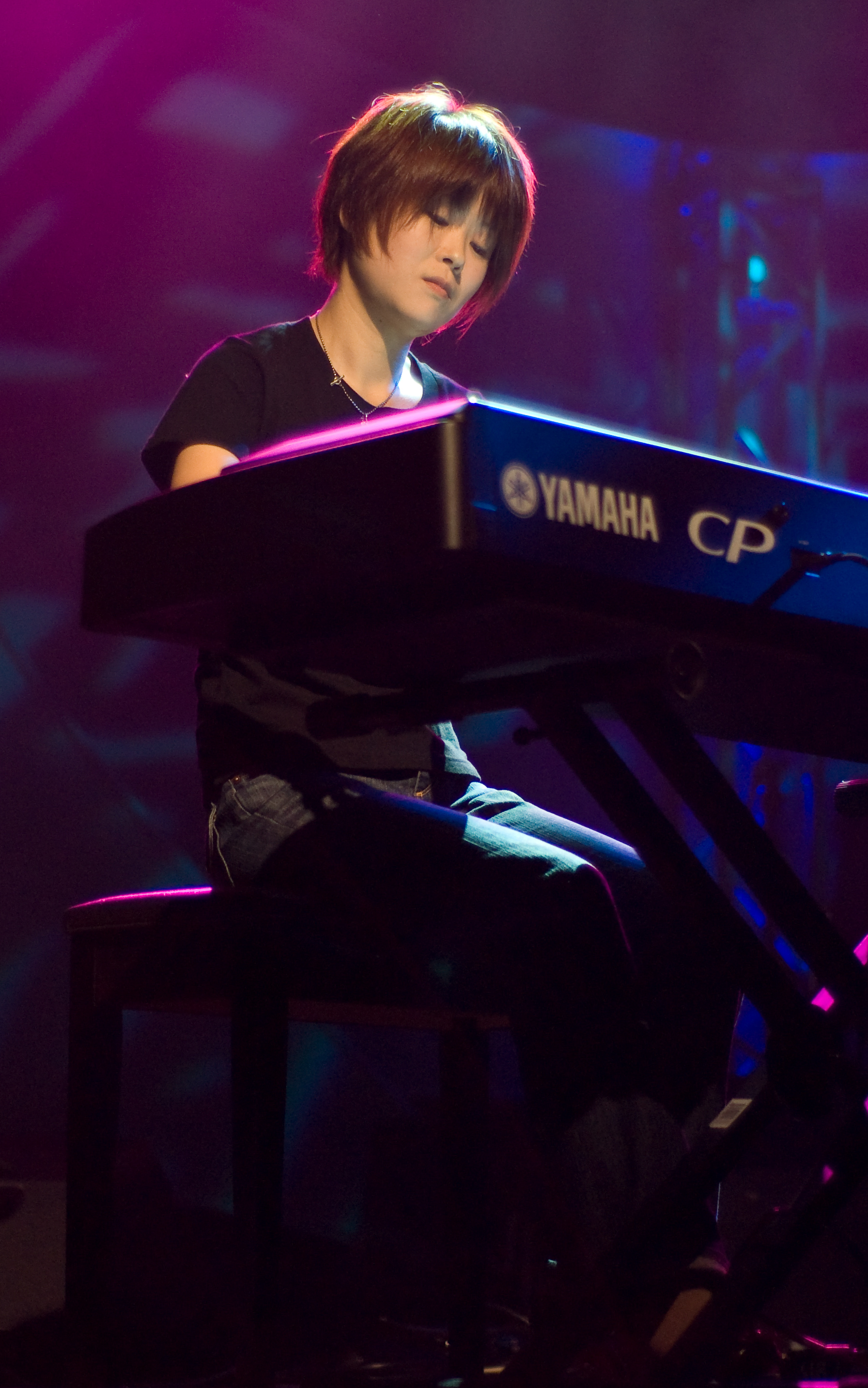
谷冈久美，水晶编年史系列主要作曲人

最终幻想水晶编年史是本传的另一衍生系列，包括《最终幻想水晶编年史》（2004年），续作《命运之环》（2007年），以及衍生作品《小小国王与约定之国》（2008年）、《时之回声》（2009年）、《光与暗的公主和征服世界之塔》（2009年），以及最新的《水晶信差》（2010年）。水晶编年史系列的主作曲是谷冈久美，除了《水晶信差》由岩崎英则谱曲外，其余游戏皆为她作曲。谷冈唯一参与的本传是多人共同谱曲的《最终幻想XI》。谷冈以专辑乐器兼收并蓄的“世界音乐”而出名；她自称水晶编年史的乐风以“古老乐器”为基础。原声大量使用中世纪和文艺复兴时期乐器——如营造独特质朴感觉的雷高德、双簧弯管和鲁特诗琴——并遵循中世纪音乐的习惯和风格。至于《命运之环》的音乐，谷冈有意以“创作含有同样气氛的新风景”取代“世界音乐”。《时之回声》同样吸收了各种乐器，如双簧管、木琴、马林巴琴和拉丁吉他。
只有《水晶编年史》、《命运之环》和《时之回声》有发行原声。由谷冈久美谱曲，藤本弥荣演唱的《水晶编年史》的主题歌《风之声》作为单曲发行。由Aiko编写并演唱的《命运之环》主题曲亦作为单曲发行。《时之回声》没有主题曲。

#### 陆行鸟系列
陆行鸟系列是以超级变形化的最终幻想系列吉祥物陆行鸟为主角的一系列游戏。游戏含几部不可思议迷宫作品和一系列在不同平台的小游戏合辑。系列有十几款游戏，大多仅在日本发行。游戏原声由多位作曲家创作，且许多原声改编自之前最终幻想游戏原声，特别是陆行鸟主题曲。
仅有一些游戏有原声发行。最早的是《陆行鸟的不思议迷宫》，由滨涡正志配乐，之后他又发行了管弦乐编曲。《陆行鸟的不思议迷宫2》由谷冈久美、川上泰广、关户刚、伊藤贤治和植松伸夫谱曲。一些游戏主要采用之前最终幻想和陆行鸟游戏的曲目，包括：《陆行鸟的不思议迷宫 忘却时间的迷宫》，由Joe Down Studio的Yuzo Takahashi编曲；《陆行鸟赛车》，原曲由伊藤贤治谱曲；以及《陆行鸟的魔法绘本》。《魔法绘本》的续作《陆行鸟和魔法绘本 魔女、少女和五勇者》主要使用原作内容，两游戏皆由Yuzo Takahashi配乐。不像其他陆行鸟游戏，它们共同收录于一张原声专辑，《魔法绘本》之前有下载独占的“best of”专辑。

#### 其它
其它最终幻想衍生作品如《圣剑传说 最终幻想外传》（1991年），是之后圣剑传说系列的首作，之后重制版《新约 圣剑传说》中移去了“最终幻想”参照。音乐主要由伊藤贤治配乐，植松伸夫也参与配乐。超级任天堂上的《最终幻想 神秘历险》（1992年）由笹井隆司和川上泰广配乐。《最终幻想V》的动画后传《最终幻想》（1994年）由佐藤雅彦配乐。电脑动画科幻电影《最终幻想：灵魂深处》（2001年）由艾略特·高登索配乐；25集动画连续剧《最终幻想：无限》（2001年）由植松伸夫、滨口史郎和Akifumi Tada配乐。《灵魂深处》和《神秘历险》皆有一张独立专辑，《无限》有两张独立专辑。《圣剑传说 最终幻想外传》的音乐则有一张原声专辑、一张编曲专辑、一张前两张专辑的合辑，以及重制版的一张原声专辑。

## 商品
包括所有本传在内的系列主要游戏都有原声专辑发行。许多亦有管弦、声乐或钢琴编曲专辑。这些专辑由一家或多家公司制作与再版，这些公司包括DigiCube、NTT出版、史克威尔艾尼克斯本身等。此外许多专辑亦在iTunes音乐商店销售。除了常规专辑外，史克威尔艾尼克斯和外部组织官方或非官方制作了诸多合辑。这些专辑除了直接收录游戏音乐外，还收录不同风格的编曲。自《最终幻想1987－1994》（1994年）以来，直到《最终幻想重混》（2008年），史克威尔艾尼克斯制作了13张专辑。最早由外部团体制作的是《最终幻想精选1994－1999：音乐的致敬》，由Sherman F. Heinig于2000年发行；至2007年，最新的专辑是OverClocked ReMix非未授权下载独占专辑《Voices of the Lifestream》。
原声音乐被钢琴编曲，并由DOREMI音乐出版发行。除了《最终幻想V》的本传以及《降临之子》和水晶编年史还有乐谱；这些乐谱由Asako Niwa为初中阶钢琴独奏重新改编，改编同时还注重声音尽可能贴近原版。此外还有吉他独奏和钢琴二重奏的“Best of”合辑和编曲。
此外，雅马哈音乐媒体还将10个最终幻想钢琴选辑专辑的实体钢琴谱出版为对应的10本音乐书。每本书都包含完全遵照专辑编排和演奏的原始音乐。不像原版配乐编曲，这些曲目因为一般较困难故唯面向高级玩家。《最终幻想XI钢琴选辑》的钢琴谱收录于收录《最终幻想XI OST Premium Box Set》，同时如同专辑本身，无法在别处购买；含乐谱的同样命名的独立钢琴专辑由雅马哈发行。

## 公开演出
最终幻想音乐多次于音乐会巡演等上演出。系列音乐最早在1991年到1994年的东京爱乐乐团的4场“管弦游戏音乐会”上演出，每场演出都发行了一张专辑。游戏还在2005年开始的“電玩交響音樂會”以及2006年到2010年的“Play! A Video Game Symphony”上演出，植松谱写的开场号角出现在每场演出中。最终幻想系列的音乐还在“交响游戏音乐会”系列上演出，该音乐会于2003年至2007年在德国每年一届，这是系列音乐首次登上日本外音乐会。在“交响游戏音乐会”创办人在2009年9月监制的“交响幻想”音乐会中，系列音乐占据1/4。系列音乐还有澳大利亚杰出交响乐团——专门演奏电子游戏经典音乐的独立交响乐团——演奏。
系列音乐还在最终幻想专场音乐会或音乐会系列上演出。在2002年的“20020220 来自最终幻想的音乐”（20020220 Music from Final Fantasy）音乐会成功并制为专辑后，2004年日本又举办了“日本的巡回 来自最终幻想的音乐”（Tour de Japon: Music from Final Fantasy）。接着同年又在美国举办了“亲爱的朋友 -来自最终幻想的音乐-”（Dear Friends -Music from Final Fantasy-）巡回，其原计划是单场音乐会，但最后发展为长期巡演。2005年的“更多的朋友 来自最终幻想的音乐”（More Friends Music form Final Fantasy）和上个“亲爱的朋友”音乐会构成周年庆，同时演出以专辑形式出版。2007年在瑞典举办了“遥远的世界 来自最终幻想的音乐”（Distant Worlds Music from Final Fantasy）巡演，其首演出版为了专辑；2010年又在瑞典和日本分别举办了两场后续“遥远的世界”演出。植松伸夫还加入了以摇滚风格演奏最终幻想音乐的黑魔导士乐团。他们举办了现场音乐会以及各种管弦乐音乐会巡演。他们到2010年解散时发行了三张专辑，另及现场演出DVD。
史克威尔艾尼克斯美国在2003年11月到2004年4月间，建立了专注系列音乐的AOL广播台，最初广播《最终幻想XI》的完整曲目以及《VII》到《X》的音乐样本。电台于2006年7月重新建立。在2004年夏季奥运会上，美国花样游泳铜牌得主Alison Bartosik和Anna Kozlova组合在比赛中以《最终幻想VIII》的《Liberi Fatali》作配乐。

## 销量

### 专辑
最终幻想音乐专辑在日本的销量数据如下：
- 最终幻想VI原声音乐版（1994）－175,000[88]
- 最终幻想VII原声音乐（1997）－148,260
  - 最终幻想VII降临之子原声音乐（2005）－38,904
  - 地狱犬的挽歌 -最终幻想VII-原声音乐（2006）－14,361
  - 核心危机 -最终幻想VII-原声音乐（2007）－13,321
- 最终幻想VIII原声音乐（1999）－300,000[89]
  - Final Fantasy VIII Fithos Lusec Wecos Vinosec（1999）－7,540
- 最终幻想IX原声音乐（2000）－101,520
  - 最终幻想IX原声音乐Plus（2000）－4,180
- 最终幻想X原声音乐（2001）－140,380
  - 最终幻想X声乐选辑（2001）－11,762
  - 最终幻想X钢琴选辑（2002）－2,900
  - 最终幻想X-2原声音乐（2003）－82,350
  - 最终幻想X-2国际版+最终任务OST（2004）－9,879
- Final Fantasy POTION: Relaxin' With Final Fantasy（2001）－6,550
- Square Vocal Collection（2001）－4,550
- 最终幻想·最终幻想II原声音乐（2002）－3,900
- 最终幻想XI原声音乐（2002）－13,250
- 20020220 Music from Final Fantasy（2002）－7,610
- 黑魔导士 (专辑)（2003）－23,526
  - 黑魔导士II：苍天之上（2004）－11,890
- 最终幻想III原声音乐（2006）－17,843
- 最终幻想XII原声音乐（2006）－31,547
- 最终幻想XIII原声音乐（2010）－16,000（首日）[88]

至少8张原声专辑首发登上公信榜前十名：《最终幻想VI原声音乐版》、《最终幻想VII原声音乐》、《最终幻想VIII原声音乐》、《最终幻想IX原声音乐》、《最终幻想X原声音乐》、《最终幻想X-2原声音乐》、《最终幻想XII原声音乐》、《最终幻想XIII原声音乐》，后者曾登上榜单第三位。《最终幻想VI》之前的榜单销量未知。未登上公信榜前30的最终幻想专辑由最终幻想战略版系列和水晶编年史系列的原声。

### 单曲
最终幻想声乐单曲在日本的销量数据如下：
- Eyes on Me（王菲演唱，最终幻想VIII，1999）－500,000
- Melodies of Life（白鸟美英子，最终幻想IX，2000）－100,000
- 素敵だね（Rikki演唱，最终幻想X，2001）－130,000
- 真实情感/千言万语（幸田来未演唱，最终幻想X-2，2003）－280,000
- Redemption（Gackt演唱，地狱犬的挽歌 -最终幻想VII-，2006）－125,000
- Kiss Me Good-Bye（Angela Aki演唱，最终幻想XII，2006）－60,000
- Why（Ayaka演唱，核心危机 -最终幻想VII-，2007）－60,000
- 沒有星星的世界（Aiko演唱，最终幻想水晶编年史 命运之环, 2007）－110,000

利昂娜·刘易斯的《最终幻想XIII》国际版主题曲《My Hands》没有以单曲形式发行，所属专辑《Echo》在欧洲销量突破100万，在英国超过60万。